# Russell-vipera
A Russell-vipera (Daboia russelii) a hüllők (Reptilia) osztályának a pikkelyes hüllők rendjébe, azon belül a viperafélék családjába és a valódi viperák (Viperinae) alcsaládjába tartozó Daboia nem egyetlen faja. A kígyó Patrick Russell (1726–1805) skót sebészről és herpetológusról kapta a tudományos nevét, aki először írta le India sok kígyófaját.
Az indiai szubkontinensen ahhoz a négy kígyófajhoz tartozik, – a pápaszemes kobra (Naja naja), az arab efa (Echis carinatus), valamint a közönséges krait (Bungarus coeruleus) mellett – amelyek a kígyómarásos halálesetek zömét adják.

## Előfordulása
Szerte Dél-Ázsiában és Délkelet-Ázsiában megtalálható, bár a legtipikusabb előfordulási helye az indiai szubkontinens. India egyik legveszélyesebb kígyójának tekintik.

## Megjelenése
Az állat átlagos testhossza 120 cm, de akár 150 cm hosszúságot is elérhet. Valamivel karcsúbb testű, mint a viperák zöme. Feje élesen elkülönül a testétől. Alapszíne sárgásbarna vagy barnásszürke.

## Táplálkozása
Elsősorban rágcsálókkal táplálkozik, de emellett elfogyasztják a kisebb hüllőket, gyíkokat, skorpiókat és más ízeltlábúakat is. Ahogy a viperák nőnek és felnőttekké válnak, úgy egyre inkább rágcsálókra specializálódnak. Valójában a rágcsálók jelenléte a fő oka annak, hogy az emberi lakóhely vonzza őket.